# Federação Internacional de Associações Médicas Católicas
A Federação Internacional de Associações Médicas Católicas ("FIAMC" - em francês, Fédération Internationale des Associations de Médecins Catholiques) é composta por cerca de oitenta associações médicas católicas profissionais de cinco continentes. FIAMC tem como objetivo representar os interesses e as idéias dos profissionais médicos católicos em todo o mundo.

## História
Vem do Secretariado Internacional das Sociedades Nacionais de Médicos Católicos. Em 1966, os estatutos foram aprovados e a Federação foi criada. Os membros da FIAMC encontram-se regularmente em congressos e simpósios nacionais, continentais e mundiais.
O atual presidente da FIAMC é o John Lee, especialista em Medicina Familiar e Medicina Missionária, Cingapura. De 2006 a 2014 o presidente foi o médico oftalmologista José María Simón Castellví, de Barcelona.
A sede da FIAMC está localizada na cidade do Vaticano (Roma), no Palácio de San Callisto.
Em 2006, FIAMC organizou o 22º Congresso Mundial FIAMC em Barcelona, onde pela primeira vez na história da Igreja foi realizado um simpósio de medicina missionária.